# 张越 (男子足球运动员)
张越（1999年11月16日—），中国足球运动员，司职后卫，现效力于塞尔维亚的贝扎尼加。